# Franz Rotter
Franz Rotter (Komárom, 1910. október 27. – Cuxhaven, 1989. szeptember 6.) német szobrász.

## Élete
Apja a 83-as gyalogezred tisztje lehetett. Prágában járt középiskolába. 1928-1934 között a prágai művészeti iskolában tanult, majd önálló lett. 1939-től ugyanott lett asszisztens, illetve Csehszlovákia szétesése után a Nemzetiszocialista Német Munkáspárt tagja.
Sok korai alkotása elveszett. 1940-ben, 1941-ben, 1943-ban és 1944-ben is képviseltette magát a müncheni Nagy Német Művészeti Kiállításon. Reinhard Heydrichről is készített mellszobrot.
Szudétanémetként 1945-1948 között Csehszlovákiában internálták, majd Cuxhavenben talált munkát.
Több képzőművészeti ágban is kipróbálta magát. Számos személyről készített portrékat. A Bundesverband Bildender Künstlerinnen und Künstler körzeti elnöke volt 20 éven át. A hannoveri állami tanács tagja volt. Tagja volt az Adalbert Stifter Egyesületnek és a Halkyonischen Akademie-nak.

## Fordítás
- Ez a szócikk részben vagy egészben  a   Franz Rotter (Bildhauer) című német Wikipédia-szócikk fordításán alapul.  Az eredeti cikk szerkesztőit annak laptörténete sorolja fel. Ez a jelzés csupán a megfogalmazás eredetét és a szerzői jogokat jelzi, nem szolgál a cikkben szereplő információk forrásmegjelöléseként.